# Stazione di San Giovanni di Casarsa
La stazione di San Giovanni di Casarsa è una fermata ferroviaria posta sulla linea Casarsa-Portogruaro. Serve il centro abitato di San Giovanni, frazione del comune di Casarsa della Delizia.

## Storia
La fermata di San Giovanni di Casarsa venne attivata il 27 agosto 2005 ed è in esercizio dal 12 settembre 2005.
In occasione dell'inaugurazione, è stato fatto transitare per la prima volta sulla linea Casarsa-Portogruaro il primo e nuovo treno Minuetto a trazione diesel acquistato dalla regione Friuli-Venezia Giulia.

## Strutture e impianti
La fermata è composta soltanto da una tettoia ed è dotata di panchine e bacheca. Nel piazzale della fermata c'è un piccolo parcheggio. La fermata non è dotata né di monitor e altoparlanti né di servizi come la biglietteria, la sala d'attesa, il sottopassaggio e i marciapiedi rialzati. Per l'acquisto dei biglietti, è possibile rivolgersi ad un punto vendita che si trova nel centro del paese.
La fermata è impresenziata ed è dotata di un solo binario.

## Movimento
La stazione è servita da treni regionali svolti da Trenitalia nell'ambito del contratto di servizio stipulato con le regioni interessate.